# Округ Вестон (Вајоминг)
Округ Вестон (енгл. Weston County) је округ у америчкој савезној држави Вајоминг.

## Демографија
По попису из 2010. године број становника је 7.208, што је 564 (8,5%) становника више него 2000. године.
| Група             | 2000.         | 2010.         |
| Белци             | 6.298 (94,8%) | 6.762 (93,8%) |
| Афроамериканци    | 8 (0,1%)      | 21 (0,3%)     |
| Азијати           | 13 (0,2%)     | 20 (0,3%)     |
| Хиспаноамериканци | 137 (2,1%)    | 216 (3,0%)    |
| Укупно            | 6.644         | 7.208         |